# Weltmeisterschaften im Modernen Fünfkampf 2005
2005 fanden die Weltmeisterschaften im Modernen Fünfkampf bei den Herren und bei den Damen in Warschau, Polen, statt.

## Herren

### Einzel
| Platz | Land                | Sportler         |
| ----- | ------------------- | ---------------- |
| 1     | Volksrepublik China | Qian Zhenhua     |
| 2     | Russland            | Alexei Turkin    |
| 3     | Russland            | Andrei Moissejew |

### Mannschaft
| Platz | Land        | Sportler                                          |
| ----- | ----------- | ------------------------------------------------- |
| 1     | Russland    | Alexei Turkin Andrei Moissejew Rustem Sabirchusin |
| 2     | Tschechien  | Michal Sedlecký Michal Michalík Libor Capalini    |
| 3     | Deutschland | Eric Walther Steffen Gebhardt Sebastian Dietz     |

### Staffel
| Platz | Land       | Sportler                                       |
| ----- | ---------- | ---------------------------------------------- |
| 1     | Ungarn     | Sándor Fülep Viktor Horváth Ákos Kállai        |
| 2     | Russland   | Alexei Turkin Rustem Sabirchusin Pawel Sasonow |
| 3     | Tschechien | David Svoboda Michal Michalík Libor Capalini   |

## Damen

### Einzel
| Platz | Land     | Sportlerin       |
| ----- | -------- | ---------------- |
| 1     | Italien  | Claudia Corsini  |
| 2     | Ungarn   | Zsuzsanna Vörös  |
| 3     | Lettland | Jeļena Rubļevska |

### Mannschaft
| Platz | Land     | Sportlerinnen                                                   |
| ----- | -------- | --------------------------------------------------------------- |
| 1     | Russland | Ljudmila Sirotkina Tatjana Muratowa Jewdokija Gretschischnikowa |
| 2     | Ungarn   | Zsuzsanna Vörös Adrienn Szathmáry Csilla Füri                   |
| 3     | Polen    | Edita Małoszyc Paulina Boenisz Sylwia Czwojdzińska              |

### Staffel
| Platz | Land        | Sportlerinnen                                         |
| ----- | ----------- | ----------------------------------------------------- |
| 1     | Deutschland | Kim Raisner Lena Schöneborn Elena Reiche              |
| 2     | Russland    | Tatjana Muratowa Olesja Welitschko Ljudmila Sirotkina |
| 3     | Italien     | Claudia Corsini Sara Bertoli Alessia Pieretti         |

## Medaillenspiegel
| Platz | Land                | Goldmedaille | Silbermedaille | Bronzemedaille |
| 1     | Russland            | 2            | 3              | 1              |
| 2     | Ungarn              | 1            | 2              | –              |
| 3     | Deutschland         | 1            | –              | 1              |
| 3     | Italien             | 1            | –              | 1              |
| 5     | Volksrepublik China | 1            | –              | –              |
| 6     | Tschechien          | –            | 1              | 1              |
| 7     | Polen               | –            | –              | 1              |
| 7     | Lettland            | –            | –              | 1              |